# Роггенуз
Роггену́з (фр. Roggenhouse) — коммуна на северо-востоке Франции в регионе Гранд-Эст (бывший Эльзас — Шампань — Арденны — Лотарингия), департамент Верхний Рейн, округ Тан — Гебвиллер, кантон Энсисем. До марта 2015 года коммуна в составе кантона Энсисем административно входила в округ Гебвиллер.
Площадь коммуны — 6,45 км², население — 462 человека (2006) с тенденцией к росту: 473 человека (2012), плотность населения — 73,3 чел/км².

## Население
Численность населения коммуны в 2011 году составляла 479 человек, а в 2012 году — 473 человека.
| 1962 | 1968 | 1975 | 1982 | 1990 | 1999 | 2005 | 2006 | 2008 | 2010 | 2011 | 2012 |
| ---- | ---- | ---- | ---- | ---- | ---- | ---- | ---- | ---- | ---- | ---- | ---- |
| 186  | 205  | 231  | 317  | 377  | 396  | 453  | 462  | 486  | 482  | 479  | 473  |

Динамика населения:

## Экономика
В 2010 году из 321 человек трудоспособного возраста (от 15 до 64 лет) 257 были экономически активными, 64 — неактивными (показатель активности 80,1 %, в 1999 году — 72,6 %). Из 257 активных трудоспособных жителей работали 246 человек (138 мужчин и 108 женщин), 11 числились безработными (7 мужчин и 4 женщины). Среди 64 трудоспособных неактивных граждан 16 были учениками либо студентами, 31 — пенсионерами, а ещё 17 — были неактивны в силу других причин.
На протяжении 2011 года в коммуне числилось 175 облагаемых налогом домохозяйств, в которых проживало 472,5 человека. При этом медиана доходов составила 24801 евро на одного налогоплательщика.

## Достопримечательности (фотогалерея)

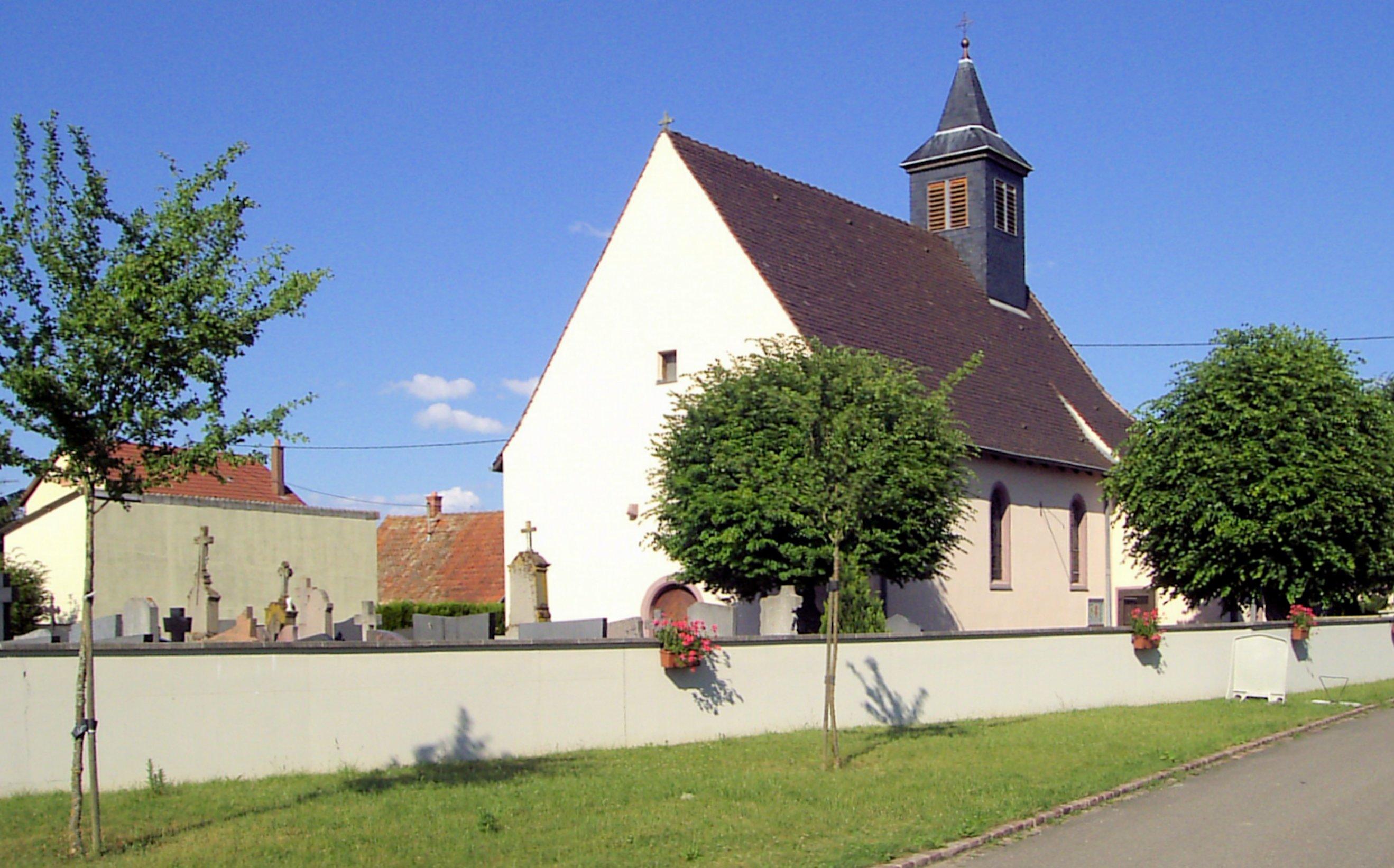
Церковь